# Belichtung (Architektur)

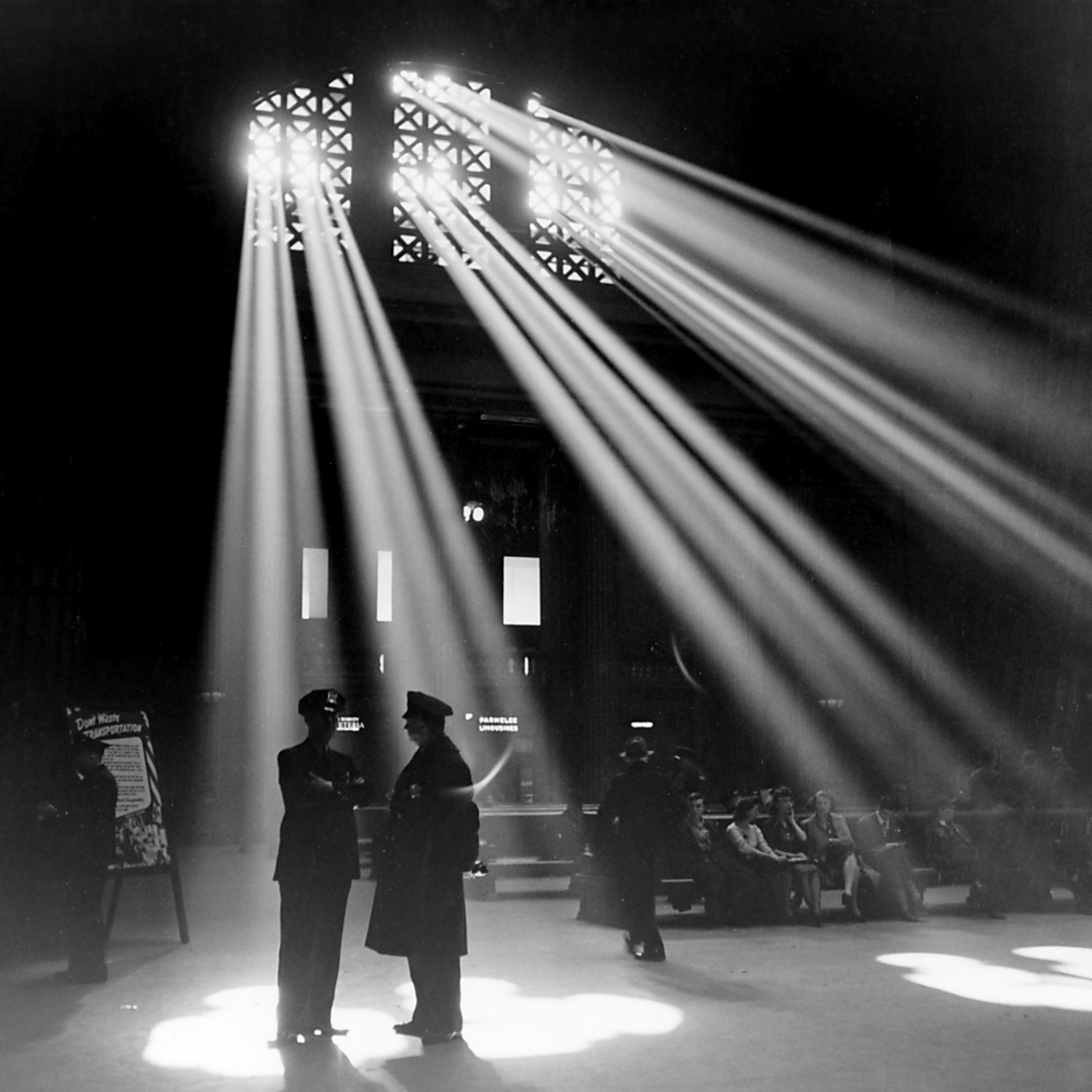
Tageslicht

In der Architektur versteht man unter Belichtung die Ausleuchtung eines Raumes mit Tageslicht.

Die Ausleuchtung mit Kunstlicht dagegen wird als Beleuchtung bezeichnet.

## Grundlagen
Die Belichtung von Gebäuden erfolgt durch Fenster, die in den Außenwänden oder im Dach (Dachfenster, Oberlicht) angeordnet sind, durch Glaswände, -fassaden und -dächer, sowie durch Lichtlenkung im Innenraum mittels geeigneter Raumgestaltung mit Öffnungen und Durchsicht zu Fenstern. Bei großen Gebäudekomplexen werden Lichthöfe oder auch Atrien eingefügt, um eine ausreichende Belichtung aller Bereiche des Gebäudes zu gewährleisten.
Bei der Planung von Gebäuden ist die ausreichende Versorgung mit Tageslicht ein wichtiger Aspekt. Viele Parameter sind zu berücksichtigen, die Lage des Baugrundstückes, die Ausrichtung des Baukörpers, die Größe und Anordnung der Fensteröffnungen, die Tiefe der Räume, die Art der Verglasung und des Sonnenschutzes.
Zunehmend gewinnt die Belichtung von Gebäuden auch an Bedeutung hinsichtlich energieoptimierten Bauens. Tageslichtsysteme und Tageslichtplanung sind dazu geeignet, große Mengen an Energie einzusparen.

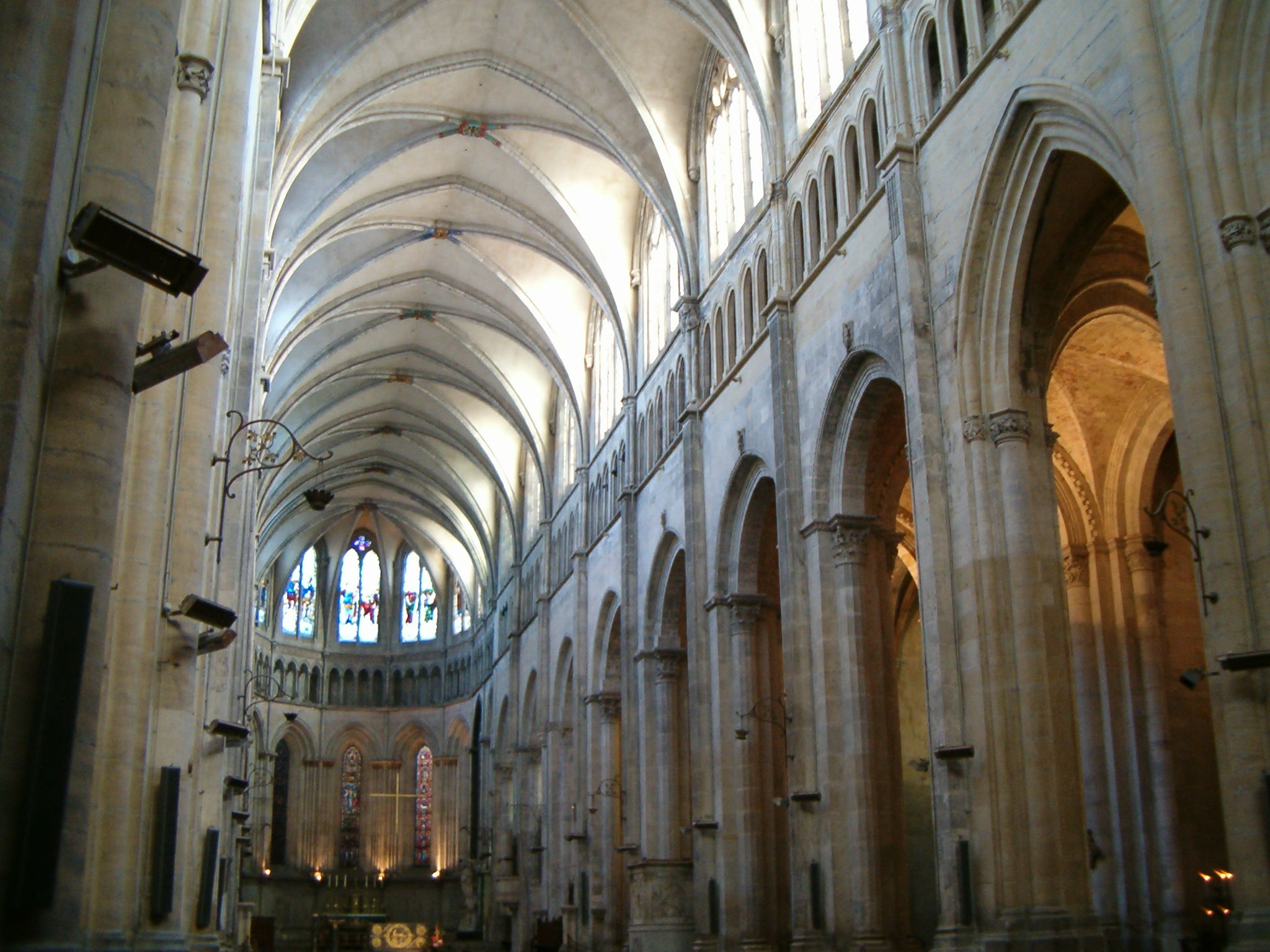
Lichtführung als raumgestalterische Innovation der Gotik Saint-Maurice, Vienne, 1030–1070
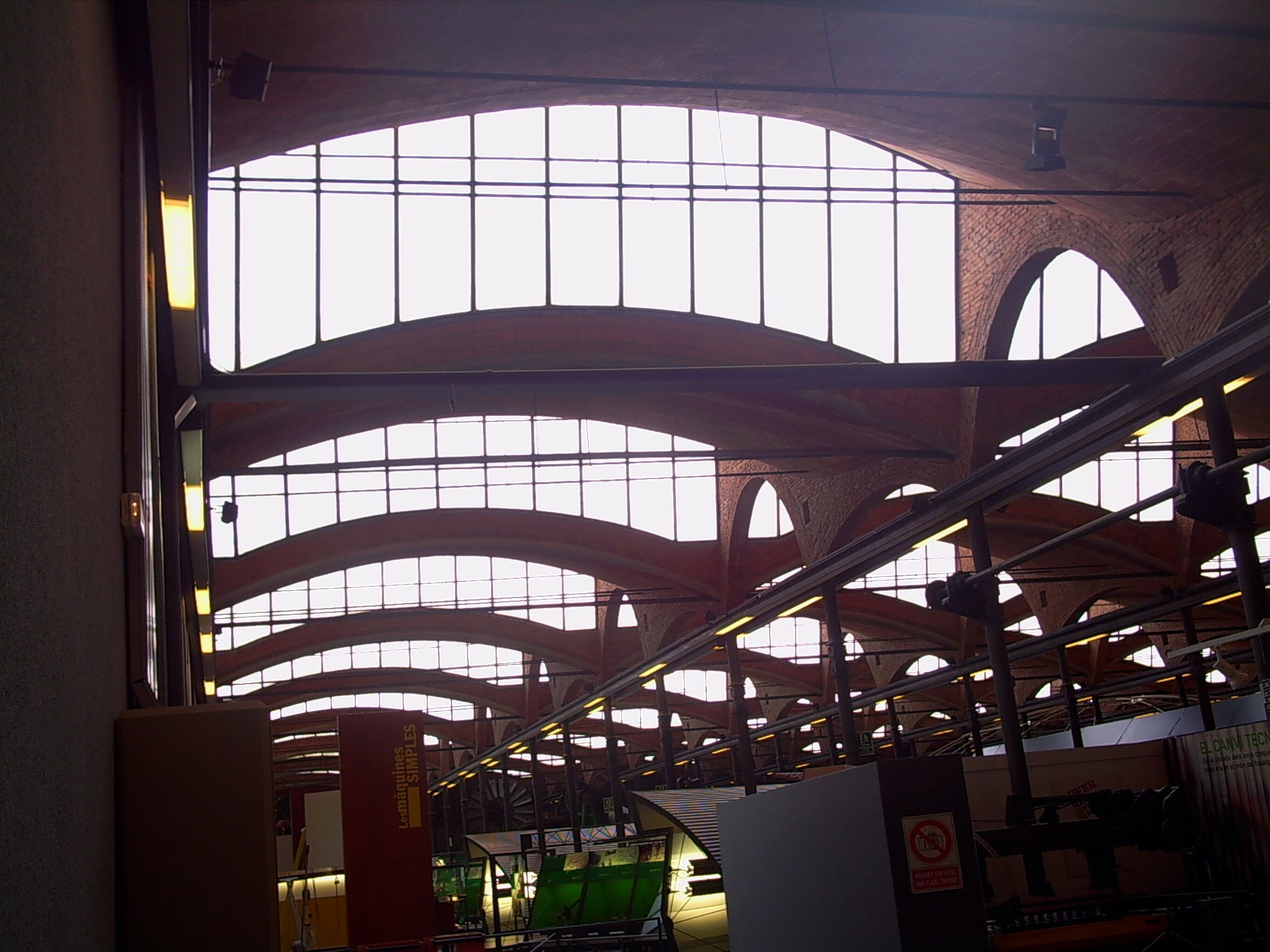
Sheddachartige Kuppelkonstruktion Museu de la Ciència i de la Tècnica de Catalunya (mNACTEC), Terrassa, Katalonien, Lluís Muncunill, 1907/8
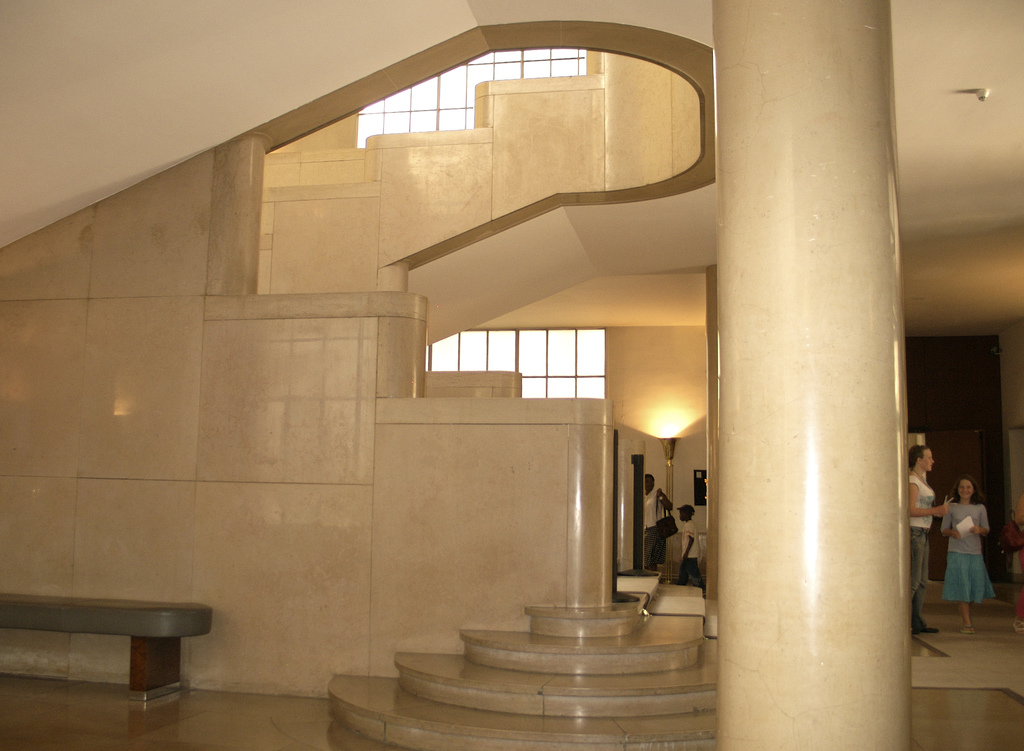
Belichtung durch Lichtlenkung im Innenraum. Mairie Boulogne-Billancourt, Tony Garnier, 1934
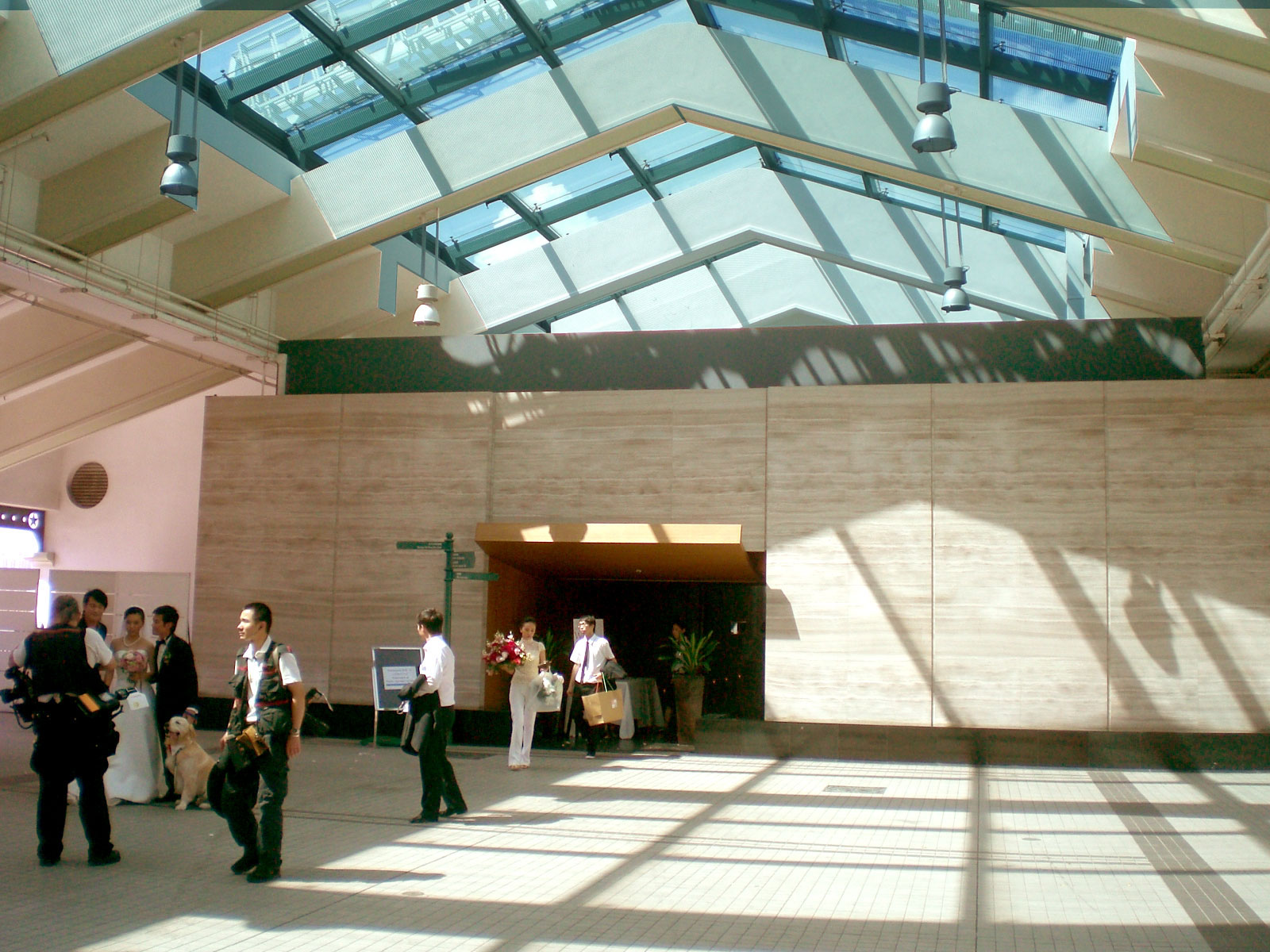
Großzüges Oberlicht durch glasdachartige Dachbefensterung Shop L Restaurant WaterMark, Hongkong Central Star Ferry Pier 7, 21. Jh.

## Lichtleitsysteme
Hauptartikel: Tageslichtsysteme

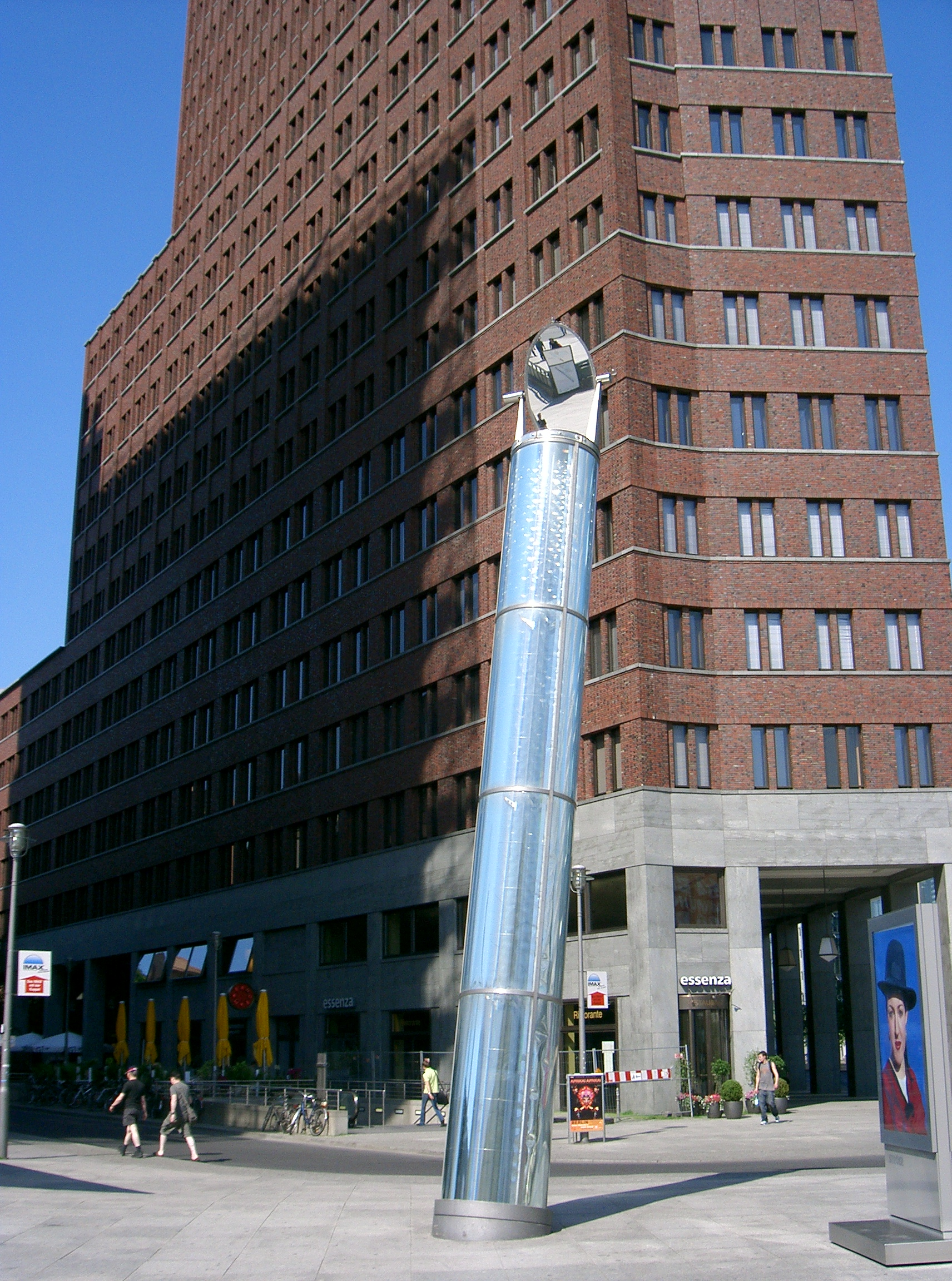
Lichtröhre am Potsdamer Platz, von oben …

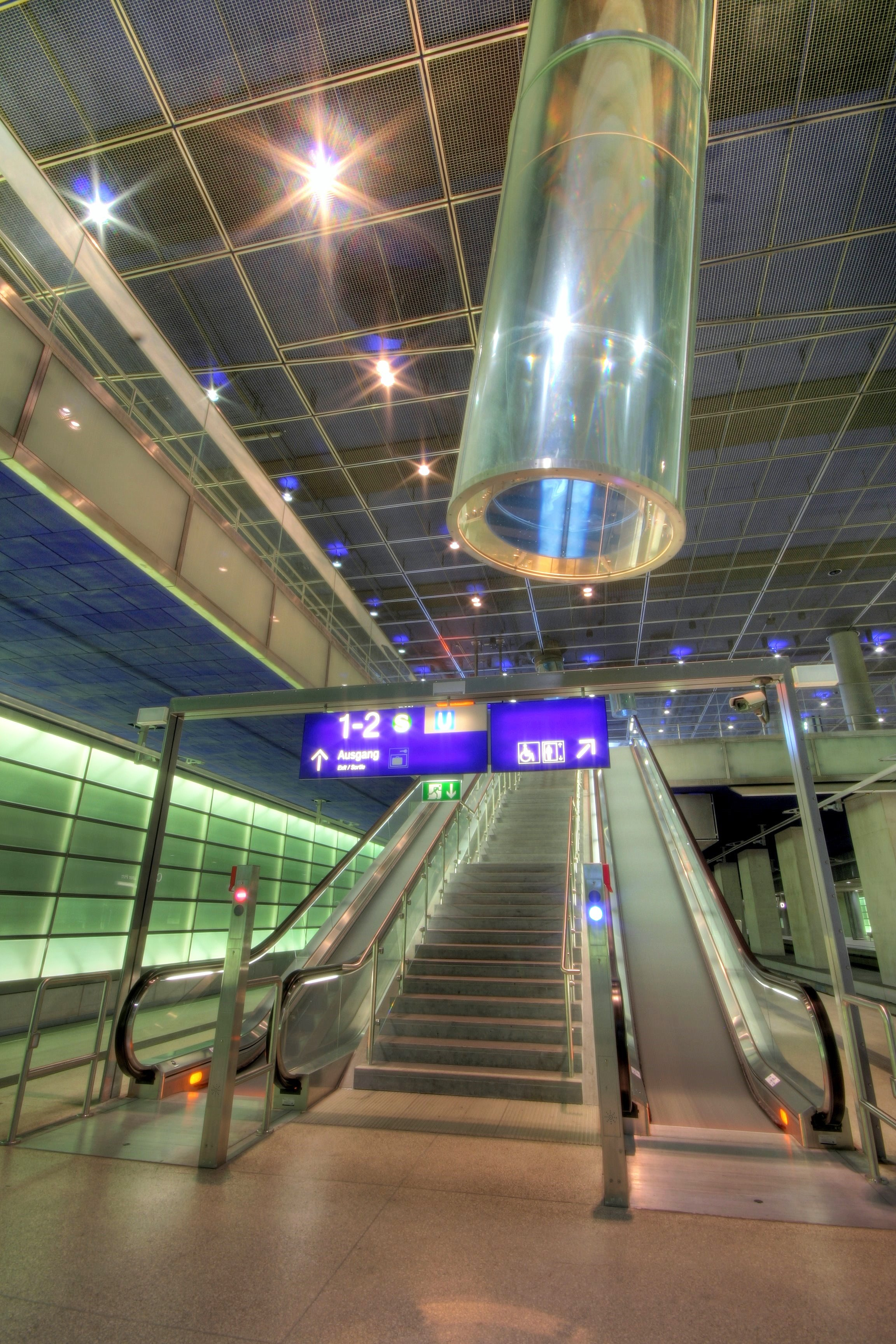
… und unten

Manchmal kommen spezielle Lichtleitsysteme zum Einsatz. Sie können das Tageslicht tiefer in ein Gebäude leiten oder filtern. Einige Beispiele:
- Es gibt Lamellensysteme, die im Raum oder auch zwischen den zwei Scheiben einer Doppelverglasung montiert sind und das Tageslicht an die Decke des dahinterliegenden Raumes reflektieren. So wird eine gleichmäßige Ausleuchtung erreicht und eine größere Raumtiefe möglich. Diese Systeme kommen vor allem bei Bürogebäuden zum Einsatz.
- Immer beliebter werden im privaten Wohnungsbau sogenannte „Tageslichtröhren“. Es gibt verschiedenste Bezeichnungen der Firmen für diese Produkte. Sie werden zum Beispiel Tageslichtspot, Solarspot oder Solatube genannt. Es handelt sich um Röhren, die innen reflektierend beschichtet sind. Sie werden zwischen Dach und Raum-Decke montiert und bringen so Tageslicht (nicht nur direktes Sonnenlicht) ins Haus, ohne dass ein Fenster nötig ist.
- Ein anderes System mit Dreh-Heliostaten und Lichtleitrohr kam beim Bahnhof Potsdamer Platz in Berlin zum Einsatz. Heliostaten funktionieren allerdings nur bei direktem Sonnenlicht. Sie können kein diffuses Tageslicht einfangen.
- Bei der Hauptverwaltung der Hongkong and Shanghai Banking Corporation in Hongkong von Norman Foster leitet auch ein großer Spiegel das Sonnenlicht tief in das zentrale Atrium des Gebäudes.
- Beim Kimbell Art Museum in Fort Worth, Texas von Louis Kahn filtern spezielle Elemente das Licht und verteilen es auf ein Tonnengewölbe, um eine gleichmäßige Ausleuchtung des Kunstmuseums zu erreichen.

## Normen und Standards
- DIN 5034 Tageslicht in Innenräumen

In Deutschland sind die Anforderungen in Hinsicht auf die Belichtung von Räumen auch in den Arbeitsstättenrichtlinien und in den Landesbauordnungen festgelegt.